# Upupa africana
L'upupa africana (Upupa africana Bechstein, 1811) è un uccello della famiglia Upupidae, diffuso in Africa e penisola arabica.

## Descrizione
L'upupa africana è lunga 25-28 centimetri e pesa 40-60 grammi. Ha un becco lungo e curvo; il piumaggio color cannella, bianco e nero e una lunga cresta che alza quando è allarmata. Le ali sono ampie e arrotondate. La femmina è leggermente più opaca del maschio con le remiganti secondarie meno bianche. Gli immaturi hanno la parte inferiore opaca con il becco più corto e le strisce bianche delle ali sfumate di camoscio.

## Distribuzione e habitat
L'upupa africana è largamente diffusa in Africa dove si ritrova in Sudafrica, Lesotho, Swaziland, Botswana, Zimbabwe, Mozambico, Angola, Zambia, Malawi, Tanzania e Repubblica Democratica del Congo meridionale; inoltre abita alcune regioni della Arabia Saudita.
L'habitat di questa specie è rappresentato dalle aree di savana e dalle foreste di latifoglie.

## Tassonomia
L'upupa africana non presenta sottospecie. Prima di essere elevata al rango di specie era considerata una sottospecie dell'upupa comune, con il nome Upupa epops africana.